# 刘氏后棱蛇
刘氏后棱蛇（学名：Opisthotropis laui），一种发现于中华人民共和国广东省江门市古兜山地区的爬行动物，隶属于游蛇科后棱蛇属。本种的发现是嘉道理KFBG华南森林生物多样性调查的研究成果，种加词取自香港学者劉惠寧（Michael Wai-Neng Lau）的姓氏，以表彰其对华南地区两栖爬行动物的研究和保护。

## 形态特征
刘氏后棱蛇是一种小型蛇，全长387.0～497.9毫米。头小，与颈区分不明显。身体呈圆柱形，背面为深橄榄色，有37～44条完整或不完整的镶黑边的浅黄色横纹；腹面为浅黄色。

## 保护
本种于2023年被收录入《有重要生态、科学、社会价值的陆生野生动物名录》。